# تاريخ صيدا اللبنانية

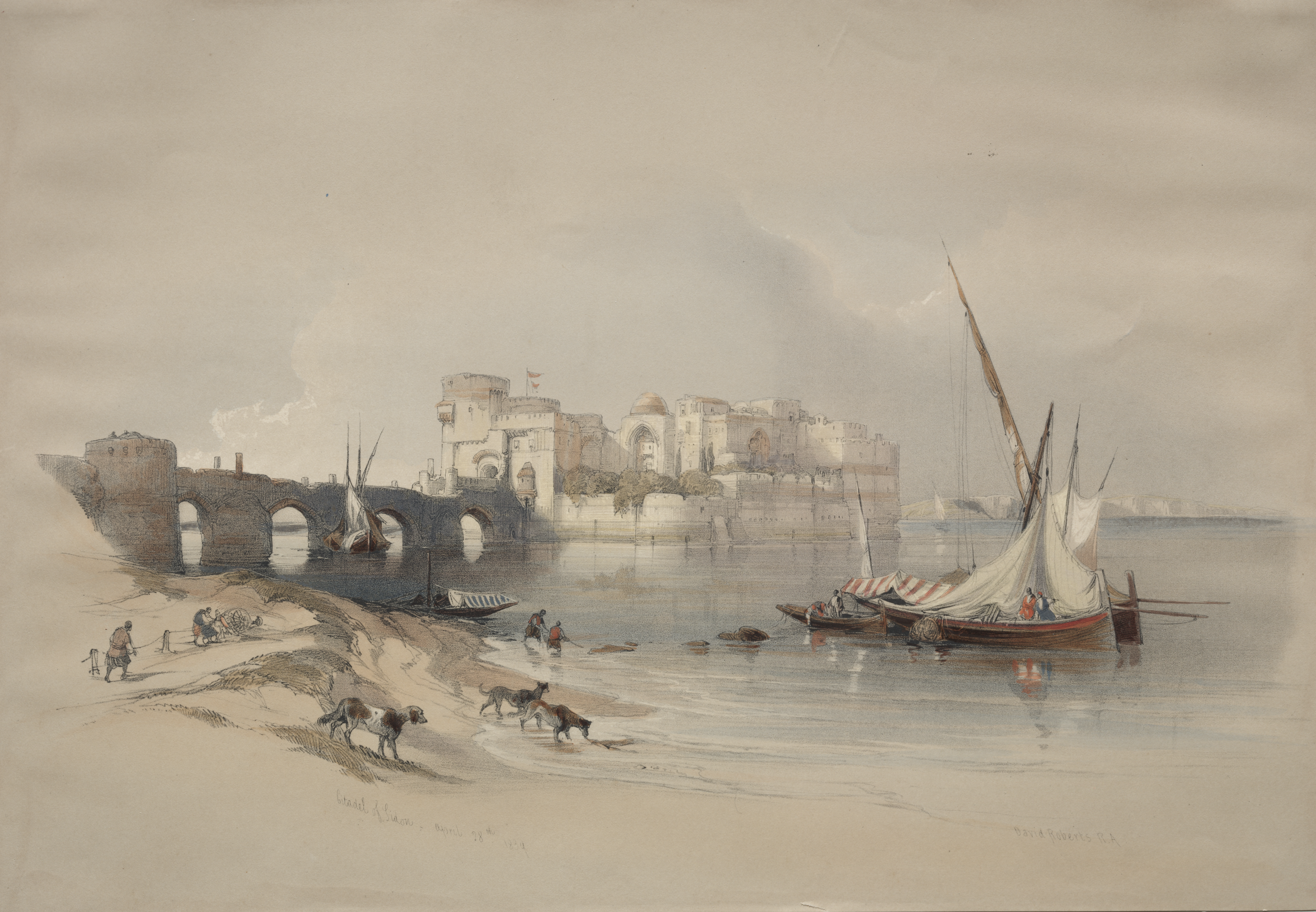
مدينة صيدا الساحلية (في الصورة عام 1843)، عاصمة سنجق صيدا-بيروت، التي حكمها فخر الدين وعائلته بين عامي 1593 و1633 مع بعض الانقطاعات المؤقتة.

صيدا هي واحدة من أقدم المدن المأهولة في العالم وتحمل تاريخًا غنيًا ومتنوعًا يمتد لأكثر من 6000 عام. تغير اسم المدينة على مر الزمان، وعُرفت بأسماء مختلفة منها صيدا وصيدون. يعود أقدم دليل للاستيطان البشري في المنطقة إلى العصر الحجري الحديث قبل الميلاد بنحو عام 4000. برزت صيدا خلال العصر البرونزي وأصبحت واحدة من أهم المدن في المنطقة. وكانت مركزًا رئيسيًا للتجارة والتبادل التجاري ولعبت دورًا هامًا في شبكة التجارة البحرية في البحر الأبيض المتوسط. الموقع الساحلي الاستراتيجي للمدينة جعلها مركزًا للأنشطة البحرية.
في السنوات التي سبقت المسيحية تعرضت صيدا للعديد من الغزاة: بما في ذلك الآشوريون، والبابليون، والمصريون، والفرس، واليونان، والرومان. زار هيرودس الكبير صيدا. ويُقال إن يسوع والقديس بولس قد زاراها أيضًا. في نهاية المطاف سيطر المسلمون على المدينة بعد الفتح الإسلامي للشام وتبعهم العثمانيون.

## عصور ما قبل التاريخ
تمتاز مدينة صيدا بأنها مأهولة بالسكان منذ عصور ما قبل التاريخ. يُظهر الموقع الأثري "صيدا الثاني" تجميعات حجرية تعود إلى العصر الأشويلي، في حين تتضمن الاكتشافات في "صيدا الثالثة" على مجموعة من العصر الحجري الحديث يُعتقد أنها تعود للفترة التي تسبق اختراع الفخار.

## العصر البرونزي المتأخر
ذُكرت المنطقة لأول مرة في التاريخ في حوالي 4000 قبل الميلاد كمجموعة من المدن الساحلية والمناطق النائية ذات الغابات الكثيفة. كانت مأهلوة بالكنعانيون وهم شعب سامي سماهم اليونانيون اسم "الفينيقيين" بسبب الصبغة الأرجوانية التي كانوا يبيعونها. وقد أطلق هؤلاء السكان الأوائل على أنفسهم لقب "رجال صيدا" أو ما شابه ذلك، استنادًا إلى مدينتهم الأصلية.
أنشأوا الكنعانيون مستعمرات في جميع أنحاء البحر الأبيض المتوسط في شكل من أشكال الثالاسوقراطية بدلاً من إمبراطورية معتمدة على عاصمة معينة. وكانت كل مدينة من المدن الساحلية عبارة عن دولة مدينة مستقلة تشتهر بالأنشطة الخاصة لسكانها. وكانتا صور وصيدا مركزين بحريين وتجاريين مهمين. وكانت جبيل وبيروت مركزين تجاريين ودينيين. وكانت جبيل أول مدينة كنعانية تتاجر بنشاط مع مصر وفراعنة الدولة القديمة (2686-2181 قبل الميلاد)، حيث كانت تصدر الأرز وزيت الزيتون والنبيذ، بينما كانت تستورد الذهب ومنتجات أخرى من وادي النيل.
كانت صيدا جزءًا من الإمبراطورية المصرية في حوالي عام 1350 قبل الميلاد، وتحكمها "زمردّة ملك صيدا"، وخلال فترة العمارنة انحدرت مصر مما أدى إلى انتفاضات واضطرابات في بلاد الشام. وكان هناك تنافس بين دول المدن الساحلية اللبنانية من أجل الهيمنة، وضعفت أهمية مدينة جبيل ضعيفة الساحلية بشكل كبير. وإلى الشمال تمرد سهل عكار وأصبحت مملكة أمورو بدعم من الحيثيين. وسيطرت الإمبراطورية الميتانية حليفة المصريين على سوريا لكنها انهارت بعد حملات عسكرية قادها سابيليوليوما الأول ملك الحيثيين، وسعى "توت عنخ آمون" وقائده "حورمحب" للحفاظ على السيطرة المصرية على جنوب بلاد الشام، حيث أصبح الحيثيون أسيادًا في الشمال.
في الفترة البرونزية الوسطى الثانية كان وادي البقاع طريقاً سريعاً للتجارة بين مملكة قطنا في الشمال ومملكة حاصور في الجنوب، وقد تكون حاصور خاضعة لقطنا، مما يعني أن المنطقة بأكملها كانت تحت تأثير قطنا، امتدت طرق التجارة إلى ماري على نهر الفرات. وفي الوادي كانت كامد اللوز تحتوي على قصرًا ومعبدًا، وكانت مركزًا لطرق التجارة الشمالية-الجنوبية والشرقية-الغربية، وكانت هناك طرق تجارية إلى بيروت وصيدا وحاصور ودمشق وتل حزين وبعلبك.
تعود أقدم شهادة توثق كلمات باللغة الفينيقية في صيدا على الأرجح إلى العصر البرونزي المتأخر. وجاء في كتاب التثنية (3:9): "يدعو الصيدونيون - حرمون - سيريون". بمعنى آخر: كان جبل هرمون يُسمى "سيريون" في صيدا.

## العصر الحديدي

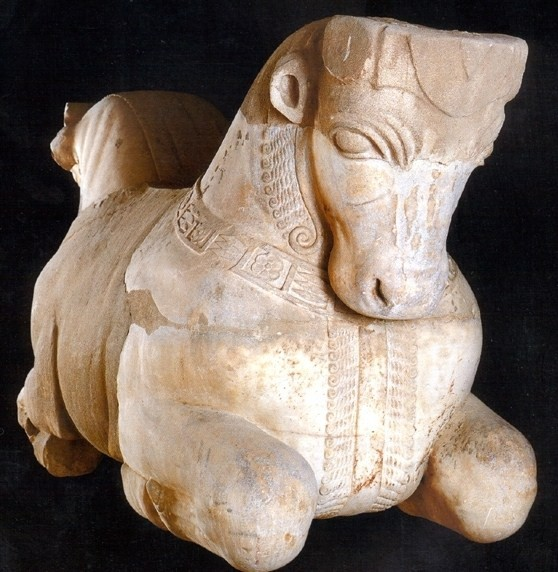
تمثال ثوري بالطراز الفارسي، عُثر عليه في صيدا يُعد دلالة على الحكم الأخميني وتأثيره. وهو مصنوع من الرخام ويعود إلى القرن الخامس قبل الميلاد.

كانت صيدا من أهم المدن الفينيقية، وربما كانت أقدمها. ومن مينائها وموانئ أخرى تأسست إمبراطورية تجارية متوسطية عظيمة. وأشاد هوميروس بمهارة حرفييها في صناعة الزجاج والأصباغ الأرجوانية، ومهارة نسائها في فن التطريز. ومنها أيضاً توجهت مجموعة استعمارية لتأسيس مدينة صور، التي نمت لتصبح مدينة عظيمة، وخلال سنوات نافست صيدا في مكانتها الفينيقية.
تُعتبر صناعة الزجاج أهم مشروع في صيدا في العصر الفينيقي، وكانت مُنتشرة على نطاق واسع، كما حظي إنتاج الصبغة الأرجوانية بنفس القدر من الأهمية، حيث تُستخرج الصبغة من جذع الموريكس، وقد كانت نادرة لدرجة أنها أصبحت علامة ملكية.
في عام 1855 تم اكتشاف تابوت الملك أشمون عازر الثاني، خارج تل صخري مجوف يُعرف باسم "مغارة أبلون"،  ويظهر من النقش الفينيقي على غطاءه أنه كان "ملك الصيدونيين" ربما في القرن الخامس قبل الميلاد، وأن والدته كانت كاهنة عشتروت "إلهة الصيدونيين". في هذا النقش تُذكر الآلهة أشمون وبعل صيدا، و"عشتار".

### حكم الآشوريين والبابليين
ثارت مدن صور وجبيل وصيدا ضد حكم الآشوريين. وفي عام 721 قبل الميلاد حاصر سرجون الثاني مدينة صور وسحق التمرد. وكذلك فعل خليفته سنحاريب وقمع التمردات في مختلف الأماكن. وخلال القرن السابع قبل الميلاد ثارت صيدا ودمرها آسرحدون، حيث استعبد سكانها وبنى مدينة جديدة على أطلالها. وبحلول نهاية هذا القرن ضعفت قوة الآشوريون بسبب الانتفاضات المتعاقبة، مما أدى إلى نهايتهم على يد الإمبراطورية الميدية. استغل البابليون الذين كانوا تابعين للآشوريين، انهيار الإمبراطورية وتمردوا وسرعان ما أسسوا الإمبراطورية البابلية الجديدة، وثارت المدن الفينيقية عدة مرات خلال فترة حكم الملك البابلي الأول نبوبولاسر (626–605 قبل الميلاد)، وكذلك في حكم ابنه نبوخذ نصر الثاني (حوالي 605–562 قبل الميلاد). وفي عام 587 قبل الميلاد حاصر نبوخذ نصر صور حيث قاومت الحصار ثلاثة عشر عامًا، وفي النهاية استسلمت بشروط مواتية.

## الفترة الفارسية والهيلينستية

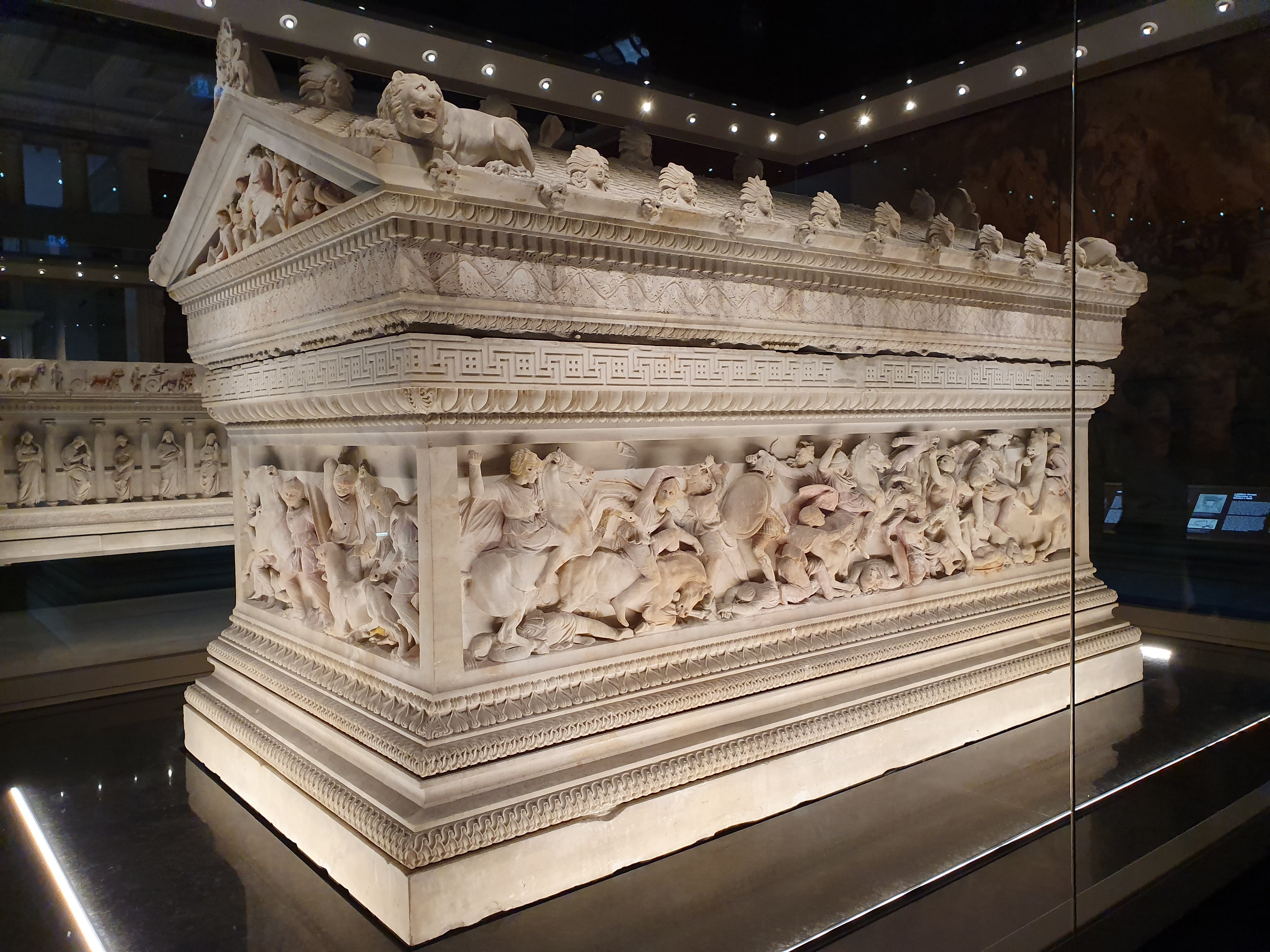
تابوت الإسكندر يرجع تاريخه إلى أواخر القرن الرابع قبل الميلاد، تم اكتشافه عام 1887 في مقبرة آية الملكية في صيدا.

عانت صيدا كما هو حال المدن الفينيقية الأخرى من تعاقب الغزاة من الإمبراطورية الأخمينية الفارسية في القرن السادس قبل الميلاد، حتى احتلال الإسكندر الأكبر للمدينة في عام 333 قبل الميلاد، ثم العصر الهلنستي. ويبدو أن التأثير الفارسي كان عميقًا، كما لوحظ في تغير النمط المعماري للمدينة. وفي عهد خلفاء الإسكندر، تمتعت صيدا باستقلال نسبي ونظمت ألعابًا ومسابقات شارك فيها أعظم الرياضيين في المنطقة. في مقبرة صيدا التي تعود إلى الفترة الهلنستية، تم اكتشاف مجموعات مهمة مثل تابوت الإسكندر، وقبر الليقي، وتابوت المرأة الباكية، وتُعرض هذه الآثار حاليًا في المتحف الأثري في إسطنبول.

### الفترة الفارسية
في عام 539 قبل الميلاد استولى كورش الكبير ملك ومؤسس الإمبراطورية الأخمينية الفارسية، على بابل. وبدأ كورش في توحيد الأراضي في منطقة الشرق الأدنى،  ووحد معظم بلاد الشام في مرزبانية واحدة، وأجبرها على دفع جزية سنوية قدرها 350 تالنت، وهو ما يقرب من نصف الجزية المطلوبة من مصر وليبيا. قُسمت المنطقة لاحقًا إلى أربع ممالك تابعة وهي صيدا، وصور، وأرواد، وجبيل وسُمح لها بقدر كبير من الحكم الذاتي. على عكس مناطق الإمبراطورية الأخرى فلا يوجد سجل للمسؤولين الفرس الذين حكموا هذه المدن الفينيقية. وسُمح للملوك الفينيقيين المحليين بالبقاء في السلطة ومُنحوا الحقوق التي يتمتع بها المرازبة أو الحكام الفرس، مثل المناصب الوراثية وسك العملات المعدنية.

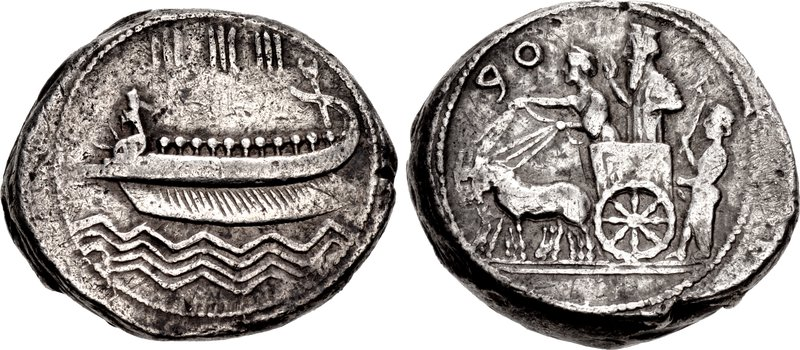
عملة من العصر الأخميني لعبدشتارت الأول ملك صيدا، الذي يظهر في الجزء الخلفي من العربة، خلف الملك الفارسي.

ظل الفينيقيون مصدرًا أساسيًا للإمبراطورية الأخمينية، خصوصًا بفضل مهارتهم في التكنولوجيا البحرية والملاحة؛  حيث أثثوا مُعظم الأسطول الفارسي خلال الحروب اليونانية الفارسية في أواخر القرن الخامس قبل الميلاد. بنى الفينيقيون في عهد خشايارشا الأول قناة زركسيس والجسور العائمة التي سمحت لقواته بغزو البر الرئيسي لليونان. ومع ذلك، فقد عاقبهم الملك الفارسي بقسوه بعد هزيمته في معركة سلاميس، حيث اتهمهم بالجبن والعجز.
في منتصف القرن الرابع قبل الميلاد، قاد الملك تينيس ملك صيدا تمردًا فاشلاً ضد ارتخشاشا الثالث، واستعان بمساعدة المصريين، مما أدى بعد ذلك إلى تورطهم في حرب مع الفرس. أدى تدمير صيدا الناتج عن ذلك إلى نهضة مدينة صور، التي بقيت المدينة الفينيقية الرائدة لمدة عقدين من الزمن حتى وصول الإسكندر الأكبر.

### الفترة الهلنستية
كانت فينيقيا إحدى المناطق التي غزاها الإسكندر الأكبر خلال حملاته العسكرية عبر غرب آسيا. كان هدف الإسكندر الرئيسي في بلاد الشام الفارسية هو صور، حيث كانت أكبر وأهم مدينة في المنطقة. استسلمت بعد حصار دام حوالي سبعة أشهر، فر خلاله العديد من مواطنيها إلى قرطاج. رفضت صور السماح للإسكندر بزيارة معبد ملقارت وقتلت مبعوثيه، ما أدى لانتقام وحشي حيث صُلب نحو ألفي شخص من أبرز سكانها، ونُصب حاكم دمية للمدينة. وسيطر على بقية فينيسيا بسهولة، واستسلمت صيدا بسلام.

## الفترة الرومانية

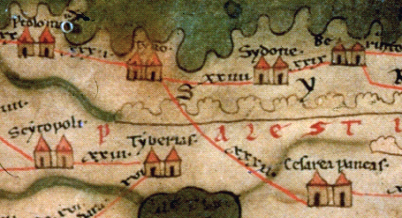
خريطة بيوتينجر توضح موقع صور وصيدا في الإمبراطورية الرومانية

واصلت صيدا سك عملاتها الفضية خلال السيطرة الرومانية، كما بنى الرومان مسرحًا ومعالمًا رئيسية أخرى في المدينة، وتم اكتشاف معبد سري تحت الأرض يعود لثقافة الميثرا. وأُنشئت مستعمرة رومانية في عهد إيل جبل. وعندما دمر الزلزال الكبير عام 551 م معظم مدن فينيقيا خلال الفترة البيزنطية، لجأت مدرسة الحقوق في بيروت إلى صيدا. وبقيت المدينة هادئة طوال القرن التالي، حتى الفتح الإسلامي للشام عام 636.
ازدهرت الأنشطة الاقتصادية والفكرية في لبنان خلال فترة السلام الروماني. حيث مُنح سكان المدن الفينيقية الرئيسية جبيل وصيدا وصور "الجنسية" الرومانية. وكانت هذه المدن مراكز لصناعة الخزف والزجاج والأصباغ الأرجوانية. كما مثلت موانئهم مستودعات للمنتجات المستوردة من سوريا وبلاد فارس والهند. كما صدرت الأرز والعطور والمجوهرات والنبيذ والفواكه إلى روما. وجعل هذا الازدهار من فونيقيا وجهة بارزة للمثقفين والحرفيين والتجار، وحتى الفلاحين، من جميع أنحاء الإمبراطورية وخصوصًا من المشرق.

## الفترة الصليبية الأيوبية

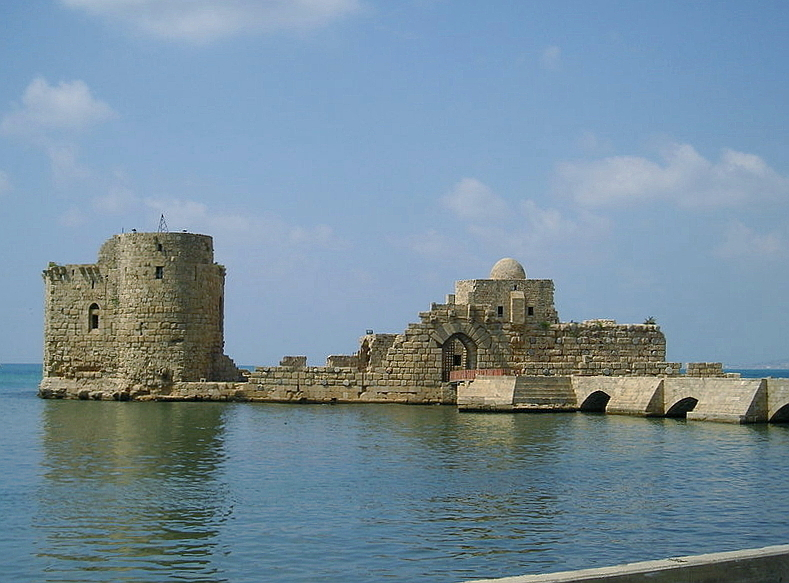
قلعة صيدا البحرية التي بناها الصليبيون في 1228

### حصار صيدا
في أغسطس 1108، توجه بالدوين الأول برفقة مجموعة من المغامرين البحارة من مدن إيطالية متنوعة إلى صيدا. ومع ذلك ففقد تعرض لهزيمة من الأسطول المصري في معركة بحرية خارج الميناء. وعند وصول مزيد من الفرسان الترك من دمشق، قرر بالدوين رفع الحصار.
وفي صيف عام 1110، وصل أسطول نرويجي مكون من 60 سفينة إلى بلاد الشام بقيادة الملك سيجورد. وعند وصوله إلى عكا استقبله بالدوين الأول ملك القدس. وسافرا معًا إلى نهر الأردن، ثم طلب بالدوين المساعدة في الاستيلاء على موانئ المسلمين، وكان جواب سيجورد أنهم "جاءوا لخدمة المسيح"، ورافقوه للسيطرة على مدينة صيدا التي أعاد الفاطميون تحصينها في عام 1098.
حاصر جيش بالدوين المدينة برًا، بينما جاء النرويجيون عن طريق البحر. وكان من الضروري توفير قوة بحرية لمنع الأسطول الفاطمي في صور من تقديم المساعدة. ومع ذلك لم يكن صدها ممكنًا إلا مع وصول لأسطول البندقية. سقطت المدينة بعد 47 يومًا. وعندما استسلمت المدينة أعطى الملك بالدوين نفس شروط الاستسلام التي سبق أن أعطاها لأرسوف وعكا. حيث سمح بخروج آمن للمغادرين، وأعطى من بقي من المسلمين السلام.
بأمر من بالدوين وبطريرك القدس غيبلين آرل، نقش جزء من الصليب المقدس وقُدم لسيغورد. وتم إنشاء سيادة صيدا بقيادة يوستاس جرينير، الذي أصبح فيما بعد كونستابل في مملكة القدس.

### أبرشية الروم الكاثوليك في صيدا
قبل وصول الصليبيين إلى سوريا في أواخر القرن الحادي عشر، كان أساقفة صيدا الأرثوذكس مندوبين عن أساقفة صور، الذين كانوا بدورهم خاضعين لسلطة بطاركة أنطاكية الأرثوذكس. استولى أول ملك صليبي على القدس بلدوين الأول على صيدا بمساعدة الأسطول الفينيسي والنرويجي في 5 ديسمبر 1110. أراد أن يضمن أن جميع الكراسي في مملكته تخضع لبطاركة القدس اللاتينيين. فطلب برفقة البطريرك غيبلين "بطريرك القدس اللاتيني" من البابا باسكال الثاني الإذن بتوسيع نطاق كرسي القدس ليشمل أبرشية صيدا.
فوافق البابا على الطلب وأعلن في عام 1111 أن حدود المقاطعات الكنسية يجب أن تتبع الحدود السياسية، مما يجعل صيدا خاضعة للقدس. إلا أن بطريك أنطاكية "برنارد فالنسيا" قدم اعتراضًا إلى الكرسي الرسولي ومنع تعيين أسقف خاضع للقدس في صيدا.
أصبحت صيدا كرسيًا فخريًا منذ القرن الرابع عشر.

### سيادة صيدا ومعركة عين جالوت
سيطر الصليبيون على صيدا في ديسمبر 1110 وسلموها إلى يوستاس جرينير. وكانت السيادة عبارة عن شريط ساحلي على البحر الأبيض المتوسط بين صور وبيروت، وكانت سيادة صيدا إحدى الإقطاعيات الأربع الرئيسية لمملكة بيت المقدس وهي إحدى الدول الصليبية.
في 1187 فتح صلاح الدين الأيوبي صيدا، وظلت في أيدي المسلمين حتى سيطرة الصليبيين عليها في الحملة الصليبية عام 1197.
باع جوليان جرينير صيدا إلى فرسان الهيكل بعد أن دمرها المغول عام 1260 بعد معركة عين جالوت، وكان من السيادات التابعه لسيادة صيدا سيادة الشوف. حاول المغول تشكيل تحالف فرنجي مغولي أو على الأقل المطالبة بإخضاع ما تبقى من مملكة بيت المقدس الصليبية في عكا، لكن البابا ألكسندر الرابع منع ذلك.
زادت التوترات بين الفرنجة والمغول عندما تسبب جوليان صيدا في حادثة أسفرت عن مقتل أحد أحفاد كيتبوقا. فرد كيتبوقا باقتحام صيدا. كما اتصل المماليك ببارونات عكا وبقية المواقع الصليبية وطلبوا المساعدة العسكرية ضد المغول.
في عام 1347 تعرضت صيدا لوباء الطاعون الدبلي أثناء الموت الأسود، وتدل الروايات في كل المناطق على عظمة هذه الكارثة، خاصة في المدن الساحلية، حيث كانت تُنقل عبر الجرذان على متن السفن.

## الفترة العثمانية
بعد أن وقعت صيدا تحت الحكم العثماني في أوائل القرن السادس عشر أصبحت عاصمة إيالة صيدا واستعادت قدرًا كبيرًا من أهميتها التجارية السابقة. تم إنشاء الإيالة لفترة وجيزة خلال منفى فخر الدين في 1614-1615، وأعيد إنشاؤها في عام 1660. وظلت تابعة في بعض النواحي المسائل المالية والسياسية لإيالة دمشق التي أُنشئت منها.
على الرغم من الصراعات في ستينيات القرن السابع عشر، لعبت عائلة المعنيون "دورًا قياديًا في إدارة الشؤون الداخلية لهذه الإيالة حتى السنوات الأخيرة من القرن السابع عشر، ربما لأنه لم يكن من الممكن إدارة الإيالة - وبالتأكيد ليس في سنجق صيدا بيروت - بدونهم".

### عهد فخر الدين الثاني
في حوالي عام 1590 خلف قرقماز ابنه الأكبر فخر الدين الثاني كمقدم لكل الشوف أو جزء منها. وعلى عكس أسلافه المعنيون تعاون فخر الدين مع العثمانيين الذين على الرغم من قدرتهم على قمع الزعماء المحليين في جبل لبنان بقوة هائلة، إلا أنهم لم يتمكنوا من تهدئة المنطقة على المدى الطويل دون دعم محلي. وعندما عُين الجنرال مراد باشا على دمشق استضافه فخر الدين وقدم له الهدايا باهظة الثمن في صيدا في سبتمبر 1593. رد مراد باشا بتعيينه سنجق بكي لصيدا بيروت في ديسمبر من العام ذاته،  أتاح انشغال العثمانيين بالحروب ضد إيران الصفوية في الفترتين 1578–1590 و1603–1618 وكذا الحرب مع النمسا الهابسبورغية لفخر الدين المجال لتعزيز وتوسيع سلطته شبه المستقلة.
في يوليو 1602 بعد أن أصبح راعيه السياسي مراد باشا وزيرًا في القسطنطينية،  عُين فخر الدين على سنجق صفد. وربما عُين في هذا المنصب للاستفادة من قاعدة سلطته الدرزية ضد الشيعة.
في عام 1606، تحالف فخر الدين مع المتمرد الكردي "علي جنبلاد" من حلب ضد خصمه المحلي يوسف سيفا من طرابلس؛ وكان قد عُين قائدًا للجيوش العثمانية في بلاد الشام لقمع جنبلاد. وقد يكون دافع فخر الدين هو طموحه في الحكم الذاتي الإقليمي، والدفاع عن أراضيه من سيفا،  أو توسيع سيطرته إلى بيروت وكسروان وكلاهما تحت سيطرة سيفا. حاصر الحلفاء سيفا في دمشق، وأُجبر في النهاية على الفرار  وفي أثناء القتال استولى فخر الدين على كسروان. عندما هُزم جنبلاد على يد العثمانيين، استرضى فخر الدين مراد باشا الذي أصبح الصدر الأعظم بمبالغ كبيرة من النقود والبضائع. مما يدل على ثروة المعنيون. واحتفظ فخر الدين بسنجق صفد، وعين ابنه علي على سنجق صيدا-بيروت واعترف الباب العالي بسيطرة المعنيون على كسروان.

#### فترة خلو العرش ليونس وعلي
فقد فخر الدين حظوته الإمبراطورية بوفاة مراد باشا في يوليو 1611 وخلافة نصوح باشا. وبحلول ذلك الوقت كان الباب العالي قد تخلص من الحروب مع النمسا وإيران وثورات الأناضول، وحول اهتمامه إلى شؤون بلاد الشام. وأصبحت السلطات حذرة من توسع أراضي فخر الدين، وتحالفه مع دوقية توسكانا الكبرى وتعزيزه للحصون وتحصينها وتوظيفه للساكبان المحظورين. وعين نصوح باشا أحمد باشا والي دمشق على رأس جيش كبير لقمع فخر الدين. الذي استقل بدوره سفينة أوروبية وهرب إلى لفرنة في توسكانا.
وفي غياب فخر الدين تولى شقيقه الأصغر يونس منصب قيادة الشوف. وتعاون السكبان المتمركزين في دير القمر مع أحمد باشا، فهاجر يونس إلى بعقلين. وسعى العثمانيون لتفكيك قلعة الشقيف وقلعة الصبيبة، التي كانت تحت سيطرة حسين يازجي وحسين الطويل، على التوالي؛ ورُتب هدم القلعتين بمساعدة سلالة حرفوش المنافسة في بعلبك، وحصلوا على مكافأت كبيرة. وجُرد المعنيون من ولاياتهم في صيدا بيروت وصفد وكسروان، واحتفظ يونس بمزرعة الضرائب في الشوف من إيالة صيدا المُنشأة حديثًا في 1614. وعاد خصومهم الدروز والشيعة إلى الظهور كمزارعي الضرائب في جبل لبنان وجبل عامل.
على الرغم من شدة ضعف موقف المعنيون، إلا أن الظروف السياسية تغيرت لصالحهم في عام 1615، بعد إعدام نصوح باشا واستبدال أحمد باشا بوالي صديق وحل إيالة صيدا وانسحاب القوات من سوريا للقتال على الجبهة الإيرانية. عُين يونس في صفد وعلي في صيدا-بيروت، وبعد فترة وجيزة سلمت المنطقتين لعلي. ثم واجه المعنيون منافسيهم الدروز، وهم مظفر العندري من الجرد، والشيخ أرسلان محمد بن جمال الدين من الشويفات في الغرب، والصواف الشبانية في المتن. وهزمهم علي ويونس في أربع معارك في جبل الدروز في إغميد وعين دارة وعبيه ونبع الناعمة على الساحل الجنوبي لبيروت. وأثناء القتال استعادوا السيطرة على بيروت وكسروان. بعد ذلك منح علي المعنيون مزارع الضرائب في بيروت والغرب والجرد، وعائلة أبو اللما مزرعة الضرائب في المتن.
بلغت المعارضة المتزايدة ضد المعنيون من شيعة سنجق صفد ذروتها بدعمهم جهود يازجي ليحل محل علي وتحالفهم مع حرفوش في 1617-1618. قُتل يازجي فور توليه منصبه في صفد في يونيو 1618 وأُعيد علي إلى منصبه. وفي هذه الأثناء تصاعدت التوترات بين المعنيون وحلفائهم التنوخيد وأبو اللما في نزاعات الملكية في بيروت.

#### أعمال البناء
بدأ فخر الدين ببناء بيت الحكومة الذي يعرف باسم السراي في صيدا في عام 1598. وكان يتألف من حديقة كبيرة، وإيوان في الطابق الأرضي، وعدة غرف، بما في ذلك مناطق الاستقبال المسقوفة التي تعرف باسم القاع، ونافورة، وحدائق. وقد بُني جنوب ساحة كبيرة في المدينة، تسمى اليوم "ساحة السراي" نسبة إلى المبنى. بخلاف مدخل المبنى الذي يتميز بالطوب الأبلاق، ونوع من القبو المزخرف المعروف باسم مقرنص، فقد اُستبدل باقي الهيكل الأصلي تدريجيًا خلال أوائل القرن التاسع عشر، عندما تم تحويله إلى مدرسة، وحاليًا أصبح الفناء ساحة مدرسة والحديقة ملعبًا. وفي شكله الأصلي كان أطول مبنى في صيدا، وكانت حديقته تحتوي على مجموعة واسعة من النباتات.
إن توسع النشاط التجاري وزيادة الثروة في صيدا التي أشرف عليها فخر الدين يشهد معمارياً على تشييده للخانات والمساجد التي بناها في المدينة. يُنسب عادةً إلى فخر الدين - وإن كان خطأً - الفضل في بناء مجمع خان الفرنج للقوافل، والذي كان يضم القنصل الفرنسي حوالي عام 1616 حتى انتقل القنصل في ثلاثينيات القرن السابع عشر إلى عقار مجاور وهو دار المسلماني الذي مملوكًا للمعنيين. والتي بناها فخر الدين ويُعتقد بأنه كان مقر إقامته الأصلي في المدينة ومقر زوجاته.
بعد استيلاء كوتشوك على فخر الدين، صادر الأخير جميع ممتلكات آل معن في صيدا وصور وبانياس وأماكن أخرى. وفي البداية أوقف ممتلكات العائلة في صيدا، والتي يبلغ مجموعها تسعة وستين ومعظمها يملكها فخر الدين وابنه علي وشقيقه يونس، في وقف يُدار من دمشق لصالح المقدسات الإسلامية مدينتي مكة والمدينة. وكان من بين الممتلكات عشرات المنازل والمتاجر، وخانين، وعدة مصانع، ومصنع للصابون، ومقهى، وحمام.
بنى فخر الدين خان الروز (قافلة الأرز) وخان القيصرية على شاطئ البحر الأبيض المتوسط للمدينة القديمة. أحتوى الأول على مخازن كبيرة لتخزين الأرز والسلع الأخرى في الطابق الأرضي، ورواق مغطى للغرف التي تؤوي الزوار في الطابق العلوي، وفناء كبير، ومسجد صغير. وكان لخان القيصرية الأصغر المجاور والمتاخم للمسجد البحري، فناء صغير مربع به أربعة مخازن، وطابق ثان به رواق مغطى يؤدي إلى اثنتي عشرة غرفة للزوار. إضافة إلى خان الفرنج وهو هيكل من الحجر الرملي، لا يزال اثنان من أكبر المتاجر الأصلية في خان القيصرية سليمين ويستخدمان كمتاجر. وبنى فخر الدين عشرات المحلات في سوق العرس وسوق الحرير حول الخانات الثلاثة. وعدد منها لا يزال يعمل في ساحة السراي.

### السلالة الشهابية
في عام 1660 أنشأ العثمانيون إيالة صيدا، حيث شملت جبل لبنان ووادي التيم، وقاد الصدر الأعظم محمد باشا الكوبريللي حملة استهدفت الشهابيون في وادي التيم وعشيرة حمادة الشيعية المسلمة في كسروان.  وعندما داهمت القوات العثمانية وادي التيم، فر الشهابيون إلى منطقة كسروان في شمال جبل لبنان طلبًا لحماية عشيرة حمادة.  فأصدر الكوبريللي محمد باشا أوامر للأمير "أحمد معن" بتسليم أمراء الشهابيون، لكن الأمير أحمد رفض الطلب وفر إلى كسروان، وخسر مزارعه الضريبية في جبل لبنان.  عانى فلاحو المناطق المهجورة على يد القوات العثمانية أثناء مطاردة الشهابيون والمعنيون. فر الشهابيون شمالًا إلى سوريا، ولجأوا إلى جبال حارم جنوب حلب حتى عام 1663.
بعد أربع سنوات، هزم المعنيون وحلفاؤهم القيسي التحالف اليماني بقيادة عائلة علام الدين خارج مدينة بيروت الساحلية. واستعاد الأمير أحمد معن السيطرة على مزارع جبل لبنان. فيما عزز الشهابيون تحالفهم مع المعنيون عندما تزوج موسى شهاب من ابنة الأمير أحمد معن عام 1674. وفي عام 1680 توسط الأمير أحمد في صراع بين الشهابيين وعشيرة الحرفوش الشيعية في وادي البقاع، بعد أن قتل الأخير فارس الشهابيون في عام 1680 عندما هجر فارس آل حرفوش من بعلبك. 
في عام 1693 شنت السلطات العثمانية حملة عسكرية كبيرة، مؤلفة من 18500 جندي، ضد الأمير أحمد عندما رفض أمرًا لقمع شيوخ الحمادة بعد أن داهموا جبيل، مما أسفر عن مقتل أربعين جنديًا عثمانيًا، بمن فيهم قائد الحامية "أحمد قلاوون" وهو من نسل السلطان المملوكي قلاوون.  فر الأمير أحمد وصُودرت مزارعه الضريبية لصالح موسى علم الدين، الذي استولى أيضًا على قصر معن في دير القمر. وفي العام التالي حشد الأمير أحمد وحلفاؤه الشهابيون قواتهم في وادي التيم واستولوا على الشوف، وفر موسى علم الدين إلى صيدا. واستعاد الأمير أحمد مزارعه الضريبية عام 1695.

#### وصاية البشير الأول
عندما توفي الأمير "أحمد معن" دون وريث عام 1697، اجتمع شيوخ طائفة القيسي الدرزية في جبل لبنان، بما في ذلك عشيرة جنبلاط، في السمقانية واختاروا بشير شهاب الأول خلفاً لأحمد أميراً على جبل لبنان.  كان بشير مرتبطًا بالمعنيون من خلال والدته،  التي كانت أخت أحمد معن وزوجة حسين شهاب والد بشير. وبسبب نفوذ "حسين معن" أصغر أبناء فخر الدين والذي كان مسؤولاً رفيع المستوى في الحكومة الإمبراطورية العثمانية، رفضت السلطات العثمانية تأكيد سلطة بشير على جبل لبنان. وتخلى حسين معن عن مطالبته الوراثية بإمارة معن لصالح عمله كسفير عثماني في الهند.  فعينت السلطات العثمانية "حيدر شهاب" ابن موسى شهاب،  تم تأكيد تعيين حيدر من قبل محافظ صيدا،  ووافق عليه شيوخ الدروز، ولكن نظرًا لكونه لا يزال قاصرًا، فقد بقي كولي للعهد.
أدى نقل إمارة المعنيون إلى الشهابيون لتحميلهم مسؤولية مزارع كبيرة شملت مناطق الشوف والغرب والمتن وكسروان في جبل لبنان.  ومع ذلك لم تكن مزرعة الضرائب مملوكة للأمير الشهابي، وكانت تخضع للتجديد السنوي من قبل السلطات العثمانية، التي اتخذت القرار النهائي بتثبيت المالك الحالي أو التنازل عن المزرعة لمالك آخر، والذي كان غالبًا أمير شهابي آخر أو عضو في عشيرة علم الدين المنافسة. وكان الدافع وراء تعيين الدروز القيسيين للشهابيين أنهم لم يتورطوا في المكائد القبلية في الشوف، إضافة إلى قوتهم العسكرية، وعلاقاتهم الزوجية مع المعنيون.
في عام 1698 منح بشير الحماية لشيوخ الحمادة عندما بحثت عنهم السلطات ونجح في التوسط بين الجانبين. كما قبض على المتمرد مشرف بن علي الصغير، شيخ عشيرة وائل الشيعية في بلاد البشارة في جبل عامل (جنوب لبنان حاليًا)، وسلمه وأنصاره إلى محافظ صيدا، الذي طلب مساعدة بشير في هذه المسألة. ونتيجة لذلك كُلف بشير رسمياً بمسؤولية "حفظ محافظة صيدا" بين منطقة صفد وكسروان. في مطلع القرن الثامن عشر واصل حاكم صيدا الجديد أرسلان محمد باشا علاقته الجيدة مع بشير، الذي كان في ذلك الوقت قد عين زميله المسلم السني القيسي "عمر الزيداني" كمزارع ضرائب فرعي لصفد. كما ضمن ولاء العشائر الشيعية، تعرض بشير للتسمم وتوفي في 1705، ويؤكد البطريرك والمؤرخ الماروني في القرن السابع عشر اسطفان الدويهي أن حيدر الذي بلغ سن الرشد حينها كان مسؤولاً عن تسميمه.

#### عهد حيدر
أدى وصول الأمير حيدر الشهابي إلى السلطة إلى بذل جهد فوري من جانب والي صيدا "بشير باشا" أحد أقارب أرلسان محمد باشا، لدحر سلطة الشهابيون من المنطقة. ولتحقيق هذه الغاية قام الوالي مباشرة بتعيين ظاهر العمر نجل عمر الزيداني كمزارع ضرائب في صفد،  وعين بشكل مباشر أفراد من عشائر وائل ومنكير وصعب كمزارعي ضرائب في نواحي جبل عامل. وانضمت العشيرتان الأخيرتان بعد ذلك إلى قبيلة الوائل وفصيلهم الموالي لليمنيون. تفاقمت الأوضاع بالنسبة للأمير حيدر عندما أطيح به بأمر من بشير باشا وحل محله عدوه الشوفي الدرزي "محمود أبي هرموش" عام 1709.  ثم فر الأمير حيدر وحلفاؤه القيسيون إلى قرية غزير في كسروان، حيث منحوا الحماية من عشيرة الحبيش المارونية، بينما تم اجتياح جبل لبنان من قبل تحالف يمني قحطاني بقيادة عشيرة "علم الدين". وفر الأمير حيدر شمالاً إلى الهرمل عندما طاردته قوات أبي هرموش إلى قرية غزير التي نُهبت.
في عام 1711 حشدت عشائر القيسي الدرزية لاستعادة هيمنتها على جبل لبنان، ودعت الأمير حيدر للعودة وقيادة قواتها. تحرك الأمير حيدر وعائلة أبو اللما في رأس المتن وانضمت إليهم عشائر جنبلاط وتلحوق وعماد ونكد وعبد الملك، بينما احتشد الفصيل اليمني بقيادة أبي هرموش في عين دارة. وتلقى اليمنيون دعمًا من ولاة دمشق وصيدا، ولكن قبل أن تنضم قواتهم إلى اليمنيون لشن هجوم على القيسييون في رأس المتن، شن الأمير حيدر هجومًا استباقيًا على عين دارة. وفي معركة عين دارة التي تلت ذلك هُزمت القوات اليمنية وقُبض على أبي هرموش، وسحب الولاة العثمانيون قواتهم من جبل لبنان. عزز انتصار الأمير حيدر سلطة الشهابيون السياسية وقُضي على تحالف الدروز اليمنيين كقوة منافسة. فاضطروا إلى مغادرة جبل لبنان إلى حوران.
عين الأمير حيدر حلفاءه القيسيون كمزارعو الضرائب في جبل لبنان. وأدى انتصاره في عين دارة لانتقال الموارنة إلى المنطقة من المناطق النائية في طرابلس محل الدروز اليمانيين، وانخفضت أعداد الدروز. وبالتالي أصبح المزيد من الفلاحين المارونيين مستأجرين لدى أصحاب الأراضي، ومعظمهم من الدروز في جبل لبنان. أصبح الشهابيون القوة السائدة في التكوين الاجتماعي والسياسي لجبل لبنان حيث كانوا أكبر الملاك في المنطقة، والوسطاء الرئيسيين بين الشيوخ المحليين والسلطات العثمانية. وقد تبنى هذا الترتيب ولاة صيدا وطرابلس ودمشق العثمانيين. مارس الشهابيون نفوذهم وحافظوا على تحالفاتهم مع القوى المحلية المختلفة في محيط الجبل، مثل العشائر الشيعية المسلمة في جبل عامل ووادي البقاع، وريف طرابلس الذي يهيمن عليه الموارنة، والمسؤولين العثمانيين في صيدا وبيروت وطرابلس.

#### عهد ملحم
توفي الأمير حيدر عام 1732 وخلفه ابنه الأكبر ملحم. ومن الإجراءات المبكرة التي اتخذها الأمير ملحم كانت حملة عقابية ضد عشيرة وائل في جبل عامل، حيث احتفل أبناء عشيرة بموت الأمير حيدر بطلاء ذيول خيولهم باللون الأخضر، وهو الأمر الذي اعتبره الأمير ملحم ذلك إهانة خطيرة. وخلال الحملة قُبض على الشيخ الوائلي ناصيف النصار لفترة وجيزة. وقد حظي الأمير ملحم بدعم محافظ صيدا في تصرفاته في جبل عامل.
بداية من الأربعينيات من القرن الثامن عشر، ظهر تيار جديد من الانقسامات بين العشائر الدرزية. فقد قادت عشيرة جنبلاط أحد الفصائل عُرف باسم "فصيل جنبلاط"، في حين شكلت عشائر العماد وتلحوق وعبد الملك "فصيل يزبك" الذي يقوده العماد. وبالتالي أُستبدلت السياسة القيسية-اليمانية بالتنافس الجنبلاتي-اليزبكي. في عام 1748 أحرق الأمير ملحم بأمر من والي دمشق ممتلكات تابعة لعشائر تلحوق وعبد الملك عقاباً على إيواء "فصيل يزبك" لأحد الهاربين من إيالة دمشق. بعد ذلك عوض الأمير ملحم عشائر تلحوق. وفي عام 1749 نجح في ضم مزرعة بيروت الضريبية إلى نطاقه، بعد إقناع حاكم صيدا بذلك، فقد هاجمت عشيرة تلحوق المدينة لإظهار عدم فعالية نائب حاكمها.

#### الصراع على السلطة في الإمارة
مرض الأمير ملحم وأجبر على الاستقالة عام 1753 على يد إخوته الأميرين منصور وأحمد، المدعومين من شيوخ الدروز. تقاعد الأمير ملحم في بيروت، لكنه حاول هو وابنه قاسم استعادة السيطرة على الإمارة باستخدام علاقته مع مسؤول إمبراطوري. لم تنجح هذه الجهود وتوفي الأمير ملحم عام وفي العام التالي، تم تعيين الأمير قاسم بدلاً من الأمير منصور من قبل محافظ صيدا. ومع ذلك، بعد فترة وجيزة، قام الأمراء منصور وأحمد برشوة المحافظ واستعادوا مزرعة الضرائب الشهابية. توترت العلاقات بين الأخوين حيث سعى كل منهما إلى الأولوية. حشد الأمير أحمد دعم الدروز اليزبكيين، وتمكن من طرد الأمير منصور لفترة وجيزة من المقر الشهابي في دير القمر.
أصيب الأمير ملحم بمرض واضطر للاستقالة في عام 1753 على يد إخوته، الأميرين منصور وأحمد بدعم من الشيوخ الدروز،  اعتزل الأمير ملحم في بيروت، وحاول وابنه قاسم استعادة السيطرة على الإمارة باستخدام علاقته مع مسؤول إمبراطوري. لكنهما لم ينجحا، وتوفي الأمير ملحم عام 1759. وفي العام التالي عُين الأمير قاسم بدلاً من الأمير منصور بأمر من حاكم صيدا. وبعد فترة وجيزة قام الأميرين منصور وأحمد برشوة الحاكم واستعادوا مزرعة الضرائب الشهابية. وتوترت العلاقات بين الأخوين حيث سعى كل منهما إلى تحقيق السيادة، فحشد الأمير أحمد دعم الدروز اليزبكيين، وطرد الأمير منصور لفترة وجيزة من مقر العائلة الشهابية في دير القمر.
في هذه الأثناء اعتمد الأمير منصور على فصيل جنبلاط ووالي صيدا الذي حشد قواته في بيروت دعماً للأمير منصور، واستعاد الأمير منصور دير القمر وفر الأمير أحمد هاربًا. وتمكن الشيخ علي جنبلاط والشيخ يزبك عماد من مصالحة الأميرين أحمد ومنصور، حيث تنازل الأول عن مطالبته بالإمارة وسُمح له بالإقامة في دير القمر.
دعم الأمير يوسف (ابن آخر للأمير ملحم) الأمير أحمد في كفاحه واستولى الأمير منصور على ممتلكاته في الشوف. نشأ الأمير يوسف باعتباره كاثوليكيًا مارونيًا لكنه قدم نفسه علنًا على أنه مسلم سني، حصل على الحماية من الشيخ علي جنبلاط في المختارة، وحاول الأخير مصالحته مع عمه، الذي رفض بدوره وساطة الشيخ علي. فيما نجح سعد الخوري في إقناع الشيخ علي بسحب دعمه للأمير منصور، بينما حصل الأمير يوسف على دعم عثمان باشا الكرجي والي دمشق. الذي وجه ابنه محمد باشا الكرجي والي طرابلس بنقل مزارع جبيل والبترون إلى الأمير يوسف عام 1764. ومن خلال المزرعتين الضريبيتين الأخيرتين، أسس الأمير يوسف قاعدة قوة في المناطق النائية في طرابلس. وبتوجيه من الخوري ومع حلفائه الدروز من الشوف، قاد الأمير يوسف حملة ضد شيوخ الحمادة لدعم عشائر الدحداح وكرم وضاهر المارونية والفلاحين الموارنة والمسلمين السنة الذين ثاروا جميعًا ضد الحمادة منذ عام 1759. هزم الأمير يوسف شيوخ الحمادة واستولى على مزارعهم الضريبية. ولم يقوِّي ذلك الأمير يوسف في صراعه مع الأمير منصور فحسب، بل أدى أيضاً لظهور رعاية الشهابيون على الأساقفة والرهبان الموارنة الذين استاءوا من تأثير الخازن على شؤون الكنيسة وحظوا برعاية شيوخ الحمادة، حلفاء عشيرة شهاب السابقين.

#### عهد يوسف
في عام 1770، استقال الأمير منصور لصالح الأمير يوسف بعد أن تم أجبره شيوخ الدروز على التنحي في قرية الباروك،  حيث اجتمع الأمراء الشهابيون والشيوخ الدروز والزعماء الدينيون وقدموا التماسًا لولاة دمشق وصيدا يؤكدون فيه صعود الأمير يوسف. عجل من استقالة الأمير منصور تحالفه مع الشيخ ظاهر العمر الرجل القوي في شمال فلسطين، والشيخ ناصيف النصار في جبل عامل في تمردهما ضد حكام الدولة العثمانية في سوريا. احتل الشيخ ظاهر وقوات علي بك الكبير المصري دمشق، لكنهم انسحبوا بعدما تلقى القائد البارز لعلي بك أبو الدهب رشوة من العثمانيين. جعلت هزيمتهم على يد العثمانيين الأمير منصور عبئاً على شيوخ الدروز فيما يتعلق بعلاقاتهم مع السلطات العثمانية، فقرروا عزله.
أقام الأمير يوسف علاقات مع عثمان باشا وأبنائه في طرابلس وصيدا، وبدعم منهم سعى إلى تحدي السلطة المستقلة للشيخين ظاهر وناصيف. ومع ذلك فقد واجه الأمير يوسف سلسلة من النكسات الكبرى في قضيته عام 1771. حيث هُزم حليفه عثمان باشا في معركة بحيرة الحولة على يد قوات الشيخ ظاهر. وتلى ذلك هزيمة قوات الأمير يوسف الدرزية الكبيرة من وادي التيم والشوف على يد فرسان الشيخ ناصيف الشيعية في النبطية. وبلغت خسائر الدروز خلال المعركة نحو 1500 قتيل، وهي خسارة مماثلة لتلك التي تكبدها التحالف اليماني في عين دارة. كما سيطرت قوات الشيخين ظاهر وناصيف على مدينة صيدا بعد انسحاب الشيخ علي جنبلاط. وهُزمت قوات الأمير يوسف مرة أخرى عندما حاولت الإطاحة بالشيخين ظاهر وناصيف، اللذين حصلا على دعم رئيسي من الأسطول الروسي الذي قصف معسكر الأمير يوسف.
في محاولة لمنع سقوط بيروت في أيدي الشيخ ظاهر، عين عثمان باشا أحمد باشا الجزار، الذي كان في خدمة الأمير يوسف سابقًا، قائدًا لحامية المدينة. وافق الأمير يوسف بصفته مزارع ضرائب بيروت على هذا التعيين، وسرعان ما بدأ الجزار بالعمل بشكل مستقل بعد تنظيم حصن بيروت، وتوجه الأمير يوسف إلى الشيخ ظاهر من خلال اتصال الأمير منصور لطلب قصف روسي لبيروت وطرد الجزار.
وافق الشيخ ظاهر والروس على طلب الأمير يوسف بعد دفع رشوة كبيرة لهم. وبعد حصار دام أربعة أشهر انسحب الجزار من بيروت في عام 1772، وعاقب الأمير يوسف حلفاءه اليزبكيين، الشيخ عبد السلام عماد وحسين طلحق، لتعويض الرشوة التي دفعها للروس. وفي العام التالي استولى شقيق الأمير يوسف الأمير سيد أحمد على قب إيلياس وسرق مجموعة من تجار دمشق العابرين عبر القرية. بعد ذلك استولى الأمير يوسف على قب إلياس من أخيه، ونقل مزرعة الضرائب لوادي البقاع من قبل محافظ دمشق محمد باشا العظم.
في عام 1775، هُزم الشيخ ظاهر وقتل في حملة عثمانية، ونُصب الجزار في مقر الشيخ ظاهر في عكا، وبعد فترة وجيزة عُين والياً على صيدا. وكان من بين الأهداف الرئيسية للجزار مركزية السلطة في إيالة صيدا وتأكيد السيطرة على الإمارة الشهابية في جبل لبنان. ولتحقيق هذه الغاية نجح في إزاحة الأمير يوسف من بيروت وإخراجها من مزرعة الضرائب الشهابية. علاوة على ذلك استغل الجزار الفرصة وتلاعب بالانقسامات بين الأمراء الشهابيون لتفكيك الإمارة الشهابية إلى كيانات ضعيفة يمكن استغلالها بسهولة أكبر لتحقيق الإيرادات.
في عام 1778 وافق على بيع مزرعة ضرائب الشوف للأمراء السيد أحمد وأفندي بعد أن حصل الأخيران على دعم عشائر جنبلاط ونكد. وبعد ذلك استقر الأمير يوسف في غزير وحشد دعم حلفائه المسلمين السنة، عشائر الرعد والمرعبي من عكار. وأعاد الجزار جبل الشوف إلى الأمير يوسف بعد أن دفع رشوة كبيرة، لكن إخوته تحدوه مرة أخرى عام 1780. وحشدوا تلك المرة دعم كل من الفصيلين الجنبلاطي واليزبكي، لكن محاولتهم قتل سعد الخوري باءت بالفشل وقُتل أفندي، بالإضافة إلى ذلك دفع الأمير يوسف للجزار لإعارته القوات، ورشوة الفصيل اليزبكي للانشقاق عن قوات السيد أحمد، وضمن مرة أخرى السيطرة على الإمارة الشهابية.

#### عهد البشير الثاني

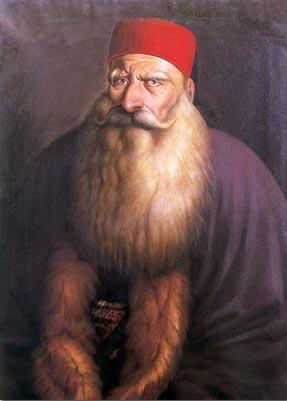
بشير شهاب الثاني كان أمير جبل لبنان من 1789 حتى 1840.

كان الأمير بشير الثاني الشهابي أشهر أمراء الشهابية، وكان يقارن بالأمير فخر الدين الثاني نظرًا لقدراته السياسية والإدارية. تم اختبار قدرته كحاكم لأول مرة عام 1799 عندما حاصر نابليون مدينة عكا الفلسطينية والتي كانت محصنة بشكل جيد، وتقع على بعد حوالي أربعين كيلومترًا جنوب صور. طلب كل من نابليون وأحمد باشا الجزار والي صيدا المساعدة من الأمير بشير الذي ظل محايدًا ورفض مساعدة أي طرف منهما. أدى فشل حصار نابليون لعكا إلى تراجعه عن بلاد الشام وموته لاحقا في مصر، كما أن وفاة أحمد باشا الجزار عام 1804 أنهت الخصومة الأساسية مع الأمير بشير التي وقعت أثناء الحصار.
خلفت الشهابيون المعنيون في حكم المناطق الجبلية الداخلية في صيدا بيروت من نهاية القرن السابع عشر وحتى القرن التاسع عشر. وظل حاكم صيدا أيضًا اسميًا في سنجق صفد، حيث كان هناك في القرن الثامن عشر قادة محليون مختلفون منهم شيوخ عائلة زيدان في الجليل وشيوخ عشائر علي الصغير ومنكر الشيعية، وعائلات صعب في جبل عامل. حتى المدن الساحلية مثل صيدا وبيروت وعكا تم تأجيرها لعائلة حمود التي تتخذ من صيدا مقراً لها. وبحلول أواخر عشرينيات القرن الثامن عشر، انتقلت بيروت ومزرعتها الضريبية إلى حكم الشهابيون تحت حكم الأمير حيدر، في حين أصبحت عكا ومزرعتها الضريبية تحت حكم الشيخ ظاهر العمر في منتصف أربعينيات القرن الثامن عشر.
وفي سنة 1775 عندما تولى الجزار أحمد باشا منصب والي صيدا قرر نقل العاصمة إلى عكا. وفي عام 1799 قاومت عكا حصار نابليون بونابرت. ومن بداية القرن الثامن عشر سيطرت على صيدا عائلة حمود من الأعيان، الذين احتكروا إنتاج وتصدير القطن في المنطقة وبنو العديد من القصور في المدينة. وعملت عائلة حمود أيضًا كوكلاء جمركيين حكوميين وجباة ضرائب لمختلف المؤسسات العثمانية.

### أوائل ومنتصف القرن التاسع عشر
كجزء من الحرب المصرية العثمانية 1831-1833، استولى إبراهيم محمد علي باشا على عكا بعد حصار شديد في 27 مايو 1832. أدى الاحتلال المصري إلى اشتداد الخصومات بين الدروز والموارنة، حيث فضل إبراهيم باشا المسيحيين علنًا في إدارته وجيشه. وفي عام 1840 نقل حاكم صيدا مقر إقامته إلى بيروت، مما جعلها فعلياً العاصمة الجديدة للإيالة. وبعد العودة إلى الحكم العثماني عام 1841، طرد الدروز بشير الثالث الشهابي الذي منحه السلطان لقب الأمير. وأثناء الحرب المصرية العثمانية 1839-1841، احتلت قوات محمد علي باشا صيدا مثل مُعظم سوريا العثمانية، ولقيت طموحاته مُعارضة الإمبراطورية البريطانية التي دعمت العثمانيون.
أراد الأدميرال ستوبفورد الاستيلاء على صيدا وعهد إلى الأدميرال نابير بهذه المهمة. كانت صيدا محمية بقلعة وسور. قصف نابير الساحة بثماني سفن لمدة 30 دقيقة. وفشلت القوات الأنجلو-عثمانية في الهبوط مرتين،  وكُلف الأرشيدوق فريدريش بالهجوم على القلعة الجنوبية بينما كانت السفن لا تزال تقصف، وقام أولاً بإنزال مفرزة تسلقت بسرعة مرتفعات الضفاف، وبعد فترة وجيزة هبطت مفرزة ثانية. تمركزت هذه المفرزات جنبًا إلى جنب مع مفرزة إنجليزية عند مدخل المدينة. قاد الأرشيدوق فريدريش الكتيبة الأولى نحو القلعة الجبلية، ودخلت مفرزة إنجليزية المدينة من الشمال، بينما كانت القوات التركية تدخل من جهة القلعة المائية. وسيطروا على المدينة، وأسروا 1500 مصري.
في عام 1842، قدمت الحكومة العثمانية نظام قائم مقام، حيث يحكم جبل لبنان معين ماروني، بينما يحكم الدروز المناطق الجنوبية في كسروان والشوف. وكلاهما تحت الحكم غير المباشر لمحافظ صيدا. ولاحقًا تبين أن تقسيم لبنان كان خاطئًا حيث زادت العداوات بين الطوائف الدينية، وبحلول عام 1860 أتجهت إلى عنف طائفي شامل. وفي الصراع اللبناني الذي أعقب ذلك عام 1860، قُتل آلاف المسيحيين في مذابح بلغت ذروتها بأعمال شغب دمشق في يوليو 1860.
بدأ العثمانيون التنقيب في مقبرة صيدا الملكية بشكل كبير منذ عام 1887، ونقلوا كنوزها إلى إسطنبول (مثل تابوت الإسكندر).

### إلغاء نظام قائم مقاميتي
في أعقاب الاستنكار الدولي الذي سببته المجازر، أنزلت القوات الفرنسية في بيروت وألغى العثمانيون نظام قائم مقاميتي جبل لبنان وأنشأوا بدلًا منه متصرفية جبل لبنان، وهي منطقة ذات أغلبية مارونية يحكمها متصرف مسيحي غير لبناني. وكان السلف المباشر للنظام السياسي الذي استمر في السنوات الأولى بعد الاستقلال، أنهى الترتيب الجديد الاضطرابات وازدهرت المنطقة في العقود الأخيرة من حكم الإمبراطورية العثمانية.

## أنظر أيضا
- صيدا
- تاريخ لبنان